# Fritillaria nervosa
Fritillaria nervosa é uma espécie de planta com flor pertencente à família Liliaceae. 
A autoridade científica da espécie é Willd., tendo sido publicada em Enum. Pl. (Willdenow) 1: 364. 1809.

## Portugal
Trata-se de uma espécie presente no território português, nomeadamente os seguintes táxones infraespecíficos:
- Fritillaria nervosa subsp. nervosa - presente em Portugal Continental. Em termos de naturalidade é nativa da região atrás referida. Não se encontra protegida por legislação portuguesa ou da Comunidade Europeia.